# Lombardsko-beneško kraljestvo
Lombardsko-beneško kraljestvo (nem: Königreich Lombardo-Venetien, opisno: Lombardisch-Venetianisches Königreich) je bila država, ki je bila ustanovljena z Dunajskim kongresom (1814) kot samostojna kraljevina, ki ji je vladal avstrijski cesar. 
Za pridobitev teh posestev se je morala Avstrija odpovedati vsemu nizozemskemu ozemlju, ki danes sestavlja Belgijo. Zamenjava je bila za Avstrijo ugodna, saj sta bili Lombardija in Benečija bogati deželi z razvitim kmetijstvom in industrijo. Davki, ki so obremenjevali novoustanovljeno kraljestvo, so znašali tretjino vseh pristojbin, ki jih je cesarstvo pobiralo, čeprav je bilo število prebivalcev le osmina celotnega prebivalstva .

## Notranja ureditev
Kraljestvu je vladal Franc I. Habsburško-Lotarinški oziroma njegov namestnik nadvojvoda Giuseppe Ranieri. Ozemlje je obsegalo Lombardijo, ki je bila prej razdeljena med Milansko vojvodino in Beneško republiko, in Benečijo ter Furlanijo, ki sta bili prej pod Benečani. Država je bila torej zelo neenotna bodisi v administrativnem pogledu, kot tudi v politični tradiciji, saj je bila Benečija zgodovinsko republikansko usmerjena, medtem ko je bila Milano fevdalno oziroma monarhično urejena. Zato sta bili ustanovljeni dve ločeni vladi pod predsedstvom guvernerjev. Od njih so bile direktno odvisne lokalne administracije. Poleg vladnih svetov so delovali Računski urad, Policijska uprava in Državni magistrat, ki so bili odgovorni samo cesarski vladi na Dunaju.
Guvernerja, ki ju je imenoval osebno cesar, sta bila zadolžena za nadzor nad cenzuro, javno administracijo, šolami, cerkvenimi kongregacijami in vojsko. Državni magistrat je nadzoroval banke, finance, davčne urade, državno kovnico in tiskarno, loto, proizvodnjo tobaka in eksplozivov, izkoriščanje gozdov in pridobivanje soli. Tako je bila dejansko vsa oblast v rokah guvernerjev in cesarskih uradnikov, nadvojvoda Ranieri je bil samo državna reprezentanca..

## Kulturne razlike
V splošni administraciji države je prišla do izraza velika razlika med germanskim in italijanskim načinom vladanja, oziroma med dvema kulturama sploh. Medtem ko so se Avstrijci strogo držali tudi najbolj togih pravil, so bili Italijani vajeni nedorečenih sporazumov, polovičnih obljub in delnih priznanj, odvisno od okoliščin. Zaradi tega so Italijani gledali na Avstrijce kot na nasilne okupatorje, Avstrijci pa so bili prepričani, da so Italijani zaostalo ljudstvo, nesposobno za avtonomno odločanje. Poleg tega je igrala pomembno vlogo italijanska prirojena nepriljubljenost tujih jezikov, zaradi katere se je malokdo želel naučiti nemščine, znanje katere je bilo seveda pogoj za dostop in napredovanje v javnih službah. Tako so se Italijani prepričali, da so jim državne službe prepovedane, ker so Italijani. Avstrijci so pa mislili, da neznanje jezika pomeni žalitev celotnega sistema.
Vse višje državne službe, od gubernerjev do oficirjev, so zato opravljali Avstrijci. Lokalna aristokracija je bila zadolžena za stranske naloge manjšega pomena, med drugim za upravljanje gledališč. Zgovorne so besede avstrijskega generala Karla Schönhals: "Gledališča in kavarne niso kraji, kjer naj se vzgajajo državni uslužbenci, in bogati Italijani niso sposobni vztrajanja pri postopnem napredovanju v službi." . Dejansko se je dogajalo obratno. Prav v gledališčih in kavarnah se je zbirala italijanska elita, ki je poleg zabave kovala zarote in pripravljala upore proti oblastem, kar je privedlo do vojn za neodvisnost in risorgimenta. 
Iz zgodovinskega stališča ni mogoče trditi, da so Avstrijci zatirali Italijane kot narod. Kakor vsi moderni osvajalci, so bili prepričani, da je njihova prisotnost potrebna za prevzgojo nedoraslega naroda, ki je bil sicer umetniško in filozofsko izredno nadarjen, a brez vsakega smisla za politiko. Zato tudi niso jemali resno občasnih nemirov in protestov, saj jih je organizirala le maloštevilna skupina intelektualcev iz nižje aristokracije. Podeželsko prebivalstvo je bilo namreč skoraj v celoti konservativno in filocesarsko, ker ga revolucionarne ideje risorgimenta sploh niso dosegle. .

## Zgodovina kraljestva
Lombardsko-beneško kraljestvo, ustanovljeno leta 1814, je trajalo brez večjih sprememb do leta 1848, in sicer do ljudske vstaje v Milanu (18.-22. marca 1848, Petero milanskih dni) in v Benetkah (17.-22. marca 1848, Republika svetega Marka). Oba cesarska vladna sveta sta bila nadomeščena z revolucionarnimi Italijani, vendar je ta ureditev trajala le pet mesecev, nakar so Avstrijci spet prevzeli oblast (prva vojna za neodvisnost). V drugi vojni za neodvisnost je Avstrija morala odstopiti Lombardijo, se pravi polovico Lombardsko-beneškega kraljestva, Kraljevini Sardiniji. V tretji vojni je Avstrija izgubila še preostalo ozemlje, Benečijo. S tem je Lombardsko-beneško kraljestvo prenehalo obstajati in Kraljevina Italija, ki je medtem nasledila Sardinijo,  je obsegla skoraj ves Apeninski polotok razen Rima. 